# Monobia curvata
Monobia curvata är en stekelart som beskrevs av Fox 1899. Monobia curvata ingår i släktet Monobia och familjen Eumenidae. Inga underarter finns listade i Catalogue of Life.